# Bacanius creolus
Bacanius creolus är en skalbaggsart som beskrevs av Yves Gomy 1970. Bacanius creolus ingår i släktet Bacanius och familjen stumpbaggar. Inga underarter finns listade i Catalogue of Life.